# Галушка Іван Іванович
Іван Іванович Галушка (біл. Іван Іванавіч Галушка 19 січня 1942, Ніжин, Чернігівська область) — білоруський архітектор.

## Біографія
Закінчив Білоруський політехнічний інститут у 1967 році. Працював завідувачем сектору в ПКБ Міністерства сільського господарства БРСР, з 1973 року — головним архітектором управління в Білкомунпроєкті.
Член Спілки архітекторів СРСР з 1973 року. Член КПРС з 1982 року. Живе в Мінську.

## Творчість
Основні роботи (в авторському колективі): спільна база «Водоканал» у Гомелі (1978), інженерно-лабораторний корпус промислових підприємств Міністерства житлово-комунального господарства БССР (1978), ремонтно-технічна база «Мінцепласетка» (1982) у Мінську, благоустрій вулиць у центрі Ліди (1977–1982).